# Danuta Pietraszewska

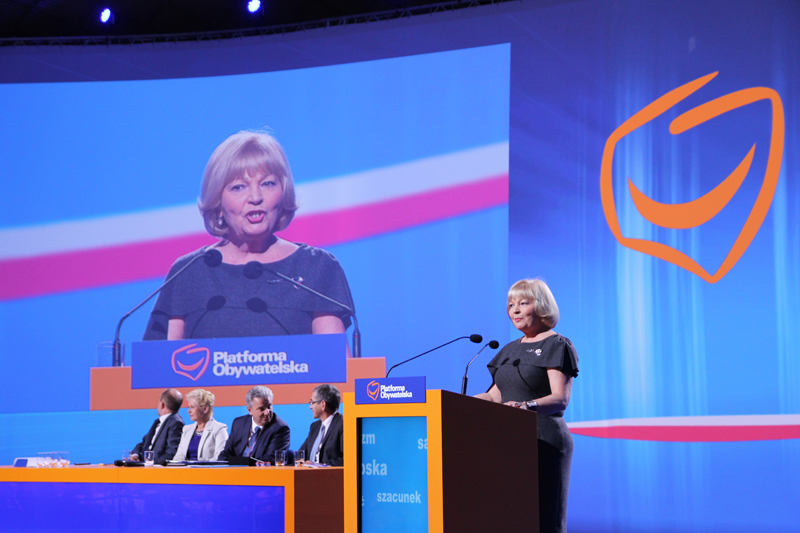
Danuta Pietraszewska

Danuta Róża Pietraszewska (* 8. Mai 1947 in Ruda Śląska) ist eine polnische Politikerin der Platforma Obywatelska (Bürgerplattform).
Sie studierte an der Schlesischen Universität und schloss ihr Studium mit einem Magister in polnischer Philologie ab. Nach dem Studium war sie als Lehrerin tätig. Im Jahr 2002 wurde Danuta Pietraszewska in den Stadtrat von Ruda Śląska gewählt und war stellvertretende Bürgermeisterin.  Bei den Parlamentswahlen 2005 konnte sie erstmals ein Mandat für den Sejm erringen. Bei der vorgezogenen Wahl 2007 konnte sie ihren Sitz verteidigen.